# Alexandre Coigny
Pas d'image ? Cliquez ici
Alexandre Coigny, né le 16 aout 1975 à Lugano (canton de Tessin), est un entrepreneur et pilote automobile suisse.

## Palmarès

### European Le Mans Series
| Année | Ecurie      | Châssis      | Moteur                      | Classe | 1      | 2      | 3      | 4        | 5      | 6      | Position | Points |
| ----- | ----------- | ------------ | --------------------------- | ------ | ------ | ------ | ------ | -------- | ------ | ------ | -------- | ------ |
| 2017  | Cool Racing | Ligier JS P3 | Nissan VK50VE 5,0 l V8 Atmo | LMP3   | SIL    | MON 14 | RBR NC | LEC 10   | SPA 12 | POR 11 | 22e      | 2.5    |
| 2018  | Cool Racing | Ligier JS P3 | Nissan VK50VE 5,0 l V8 Atmo | LMP3   | LEC 10 | MON '9 | RBR 10 | SIL      | SPA 6  | POR 13 | 18e      | 8.5    |
| 2019  | Cool Racing | Oreca 07     | Gibson GK428 4,2 l V8 Atmo  | LMP2   | LEC 7  | MON 8  | BAR 3  | SIL Abd. | SPA    | ALG 14 | 16e      | 26.5   |
| 2020  | Cool Racing | Oreca 07     | Gibson GK428 4,2 l V8 Atmo  | LMP2   | LEC 4  | SPA 10 | LEC    | MON      | POR    |        | 8e*      | 14*    |

N.B. * Saison en cours. Les courses en " gras  'indiquent une pole position, les courses en "italique" indiquent le meilleur tour de course.

### Championnat du monde d'endurance FIA
(Les courses en gras indiquent la pole position) (Les courses en italiques indiquent le meilleur temps)
| Année   | Voiture  | Moteur                     | Classe | Pneus | 1     | 2     | 3        | 4     | 5     | 6   | 7   | 8     | Position | Points |
| ------- | -------- | -------------------------- | ------ | ----- | ----- | ----- | -------- | ----- | ----- | --- | --- | ----- | -------- | ------ |
| 2019–20 | Oreca 07 | Gibson GK428 4,2 l V8 Atmo | LMP2   | M     | SIL 1 | FUJ 5 | SHA Abd. | BHR 6 | COA 4 | SPA | LMS | BHR 6 | 6e*      | 61*    |

N.B. * Saison en cours. Les courses en " gras  'indiquent une pole position, les courses en "italique" indiquent le meilleur tour de course.